# Chthonius corsicus
Chthonius corsicus är en spindeldjursart som beskrevs av Giuliano Callaini 1981. Chthonius corsicus ingår i släktet Chthonius och familjen käkklokrypare. Inga underarter finns listade i Catalogue of Life.